# مسجد جامع قائن
مسجد جامع قاین مربوط به سده ی ۷ ه . ق است و در مرکز شهر تاریخی قائن، واقع شده . مسجد جامع قاین اولین اثر ثبت شده ی خراسان جنوبی در آثار ملی ایران می باشد ‌. این اثر ۲۹ آذر سال ۱۳۱۶ هجری شمسی با شمارهٔ ثبت ۲۹۵ به‌عنوان یکی از آثار ملی ایران به ثبت رسیده‌است.
به استناد کتیبه موجود در ایوان مسجد جامع، این بنا در سال ۷۹۶ هـ. ق به دستور امیر جمشید قارنی بازسازی و تغییرکاربری داده شده‌است؛ اصل بنا در سال های ۶۶۰ تا ۶۷۰ هجری قمری بنا نهاده شده و گویا در ابتدا مرکز حکومتی بوده ( به همین دلیل مسجد رو به قبله نمی باشد ) بنابراین مسجد جامع قائن از آثار ساخته شده در دوره ایلخانی می باشد .

## تاریخچه بنا
این مسجد بنایی است بسیار قدیمی و در نهایت شکوه و جلال که علاوه بر روحانیت معنوی دارای ظاهری دلچسب و فرح‌انگیز است. امروز با گذشت نزدیک به هشت قرن همچنان این بنا پابرجاست؛ و تا چند سال پیش، قبل از احداث مجتمع مسکونی هزار واحدی مسکن مهر، بلندترین عمارت قائن بود.
درمورد بنای اولیه آن اختلاف نظر وجود دارد. استقرار یکی از پایه‌های مسجد بر روی آتشکده ساسانیان گویای تاریخ کهن آن است. اغلب مورخان و جهانگردان در بیان و معرفی شهر قائن به مسجدجامع صراحتاً اشاراتی داشته‌اند.
صوره الارض ابن حوقل (۳۳۱ ه‍. ق) می نوسید: «قائن وسعت آن چند سرخس است و بناهای آن از گل و دارای قهندژ (کهندژ) است که خندقی درپیرامون دارد و مسجد جامع و دارالاماره در قهندژ است.»
ناصر خسرو قبادیانی در اواسط قرن پنجم هجری از این شهر دیدن کرده و آن را چنین توصیف کرده‌است: «قائن شهری بزرگ و حصین است گرد شهر خندقی دارد و مسجد آدینه به شهر اندر است و آنجا که مقصوره است تاقی عظیم و بزرگ چنان‌که در خراسان از آن بزرگتر ندیدیم و آن تاق نه در خور مسجداست و عمارت همه شهر به گنبد است»
از آنجایی که اصطخری مسجد جامع را در قهندژ (ارگ) قائن و در کنار دارالاماره دانسته در حالی که صد سال بعد ناصر خسرو، مسجد را در قسمت اماکن عمومی شهر توصیف می‌کند، احتمال دارد مسجد کنار دارالاماره در طی صد سال بر اثر زلزله ویران شده و مسجد جامع بعدی بر جای نیایشگاه ساسانی ساخته شده باشد.
از کتیبه‌های متعدد مسجد جامع می‌توان نتیجه گرفت که این بنا بارها بر اثر زلزله صدمه کلی دیده و مرمت شده‌است.
در یکی از کتیبه‌های ایوان بسال ۷۹۶ هجری قمری نوشته شده :این بنا به فرمان جمشید قارن از خاندان معروف قارن که در دوره امیر تیمور جهانگشا حاکم قائن و مدتی حاکم ساری و دامغان بود تعمیر و مرمت شد.
لوحه‌ای به خط رقاع در داخل رواق پنجم درضلع شمالی حیاط مسجد می‌باشد و تاریخ آن اول رجب سال ۹۲۱ است. مضمون کلی آن مربوط به زمان فرمانروایی امیر سلطانی است که در (۹۱۹–۹۲۱) هجری از سوی شاه اسماعیل صفوی در قائن به این مقام منصوب شد.
سنگ لوحی در سمت راست ورودی ایوان مسجد به ابعاد ۱۲۰×۵۰ سانتی‌متر و با خط بسیار زیبای رقاع که شاه سلیمان صفوی امر به بازسازی مسجد داد بتاریخ ۱۰۸۰ هجری قمری کرده‌است.
در کاوشهای شبستان شمالی به سال ۱۳۵۴ستونهای سنگی با درازا و پهنای یک متر در یک متر از سنگ و لاشه و ملات و ساروج کشف شده که پایه‌های کنونی بر روی آن‌ها بنا گردیده وجود یک ستون چهار قلو در شبستان مشابه ستونهای مسجد جامع اصفهان قدمتی از دوره سلجوقی را نشان می‌دهد که احتمالاً در دوره تیموری تجدید بنا گردیده گمانه زنی در این محل به عمق ۶۰سانتی‌متر وکشف قطعاتی از آجر و سفالهای سلجوقی نشان داد که مسجد در یک زلزله شدید خراب گردیده‌است.
بسیاری معتقدند از قلعه کوه قائن تا دژ مرکزی شهر و مسجد جامع یک تونل زیر زمینی وجود داشته و مورد استفاده بوده. احتمال دارد این معبر با مسیر کاریز جعفرآباد یکی باشد که در نزدیکی قلعه کوه معبرش مجزا می‌گردد. اگر کاوشهای باستان‌شناسی انجام شود شاید بتوان بسیاری از شگفتی‌ها را شناسایی و معرفی نمود.
مسجد جامع دارای دو محراب است. گرچه این مسجد جزو قدیمی‌ترین مساجد ایرانی می‌باشد ولی محرابهای آن ربطی به تغییر قبله از مسجد الاقصی به مکه ندارد احتمالاً یا ناشی از اختلاف اهل سنت و تشیع در محاسبات قبله یابی بوده یا محراب انتهایی ایوان یک نیایشگاه می‌باشد.
مسجد جامع قائن ۲۴۷۰ متر مربع وسعت داشته که ۱۰۵۰ متر مربع آن زیر بنای ایوان، شبستانها و حجره‌ها و ۱۲۰ متر مربع عرصه داخلی می‌باشد. حیاط مسجد محوطه‌ای به درازای ۳۳ و پهنای ۲۸ متر است. در اطراف حیاط حجره‌هایی به عمق ۲ متر قرار دارد از شاهکارهای معماری مسجد ایوان آن است که به طرز با شکوهی به زیبایی مسجد گوهر شاد با ارتفاع ۱۸ متر، عرض ۱۱ متر و طول ۲۲ متر ساخته شده‌است. قبلاً دو مناره در دو سمت ایوان به ارتفاع ۵ متر داشته که باعث زیبایی بیشتر مسجد می‌شد و تا قبل از ویرانی صدای مؤذن از آن بلند بود. سقف ایوان چهار طاق و سه گنبد دارد که به طرز زیبایی رنگ آمیزی و تزیین شده و معرق کاریهایش بسیار ظریف و زیباست نقاشی‌های ایوان به شیوه اصفهانی بوده و در دوره صفویان انجام شده و در زمان‌های بعد روی آن‌ها را رنگ زده‌اند.
دو شبستان در دو سمت ایوان علاوه بر این که در فصل زمستان استفاده خوبی دارند برای جلوگیری از رانش دیوارهای اطراف ایوان تأثیر بسزایی دارند.

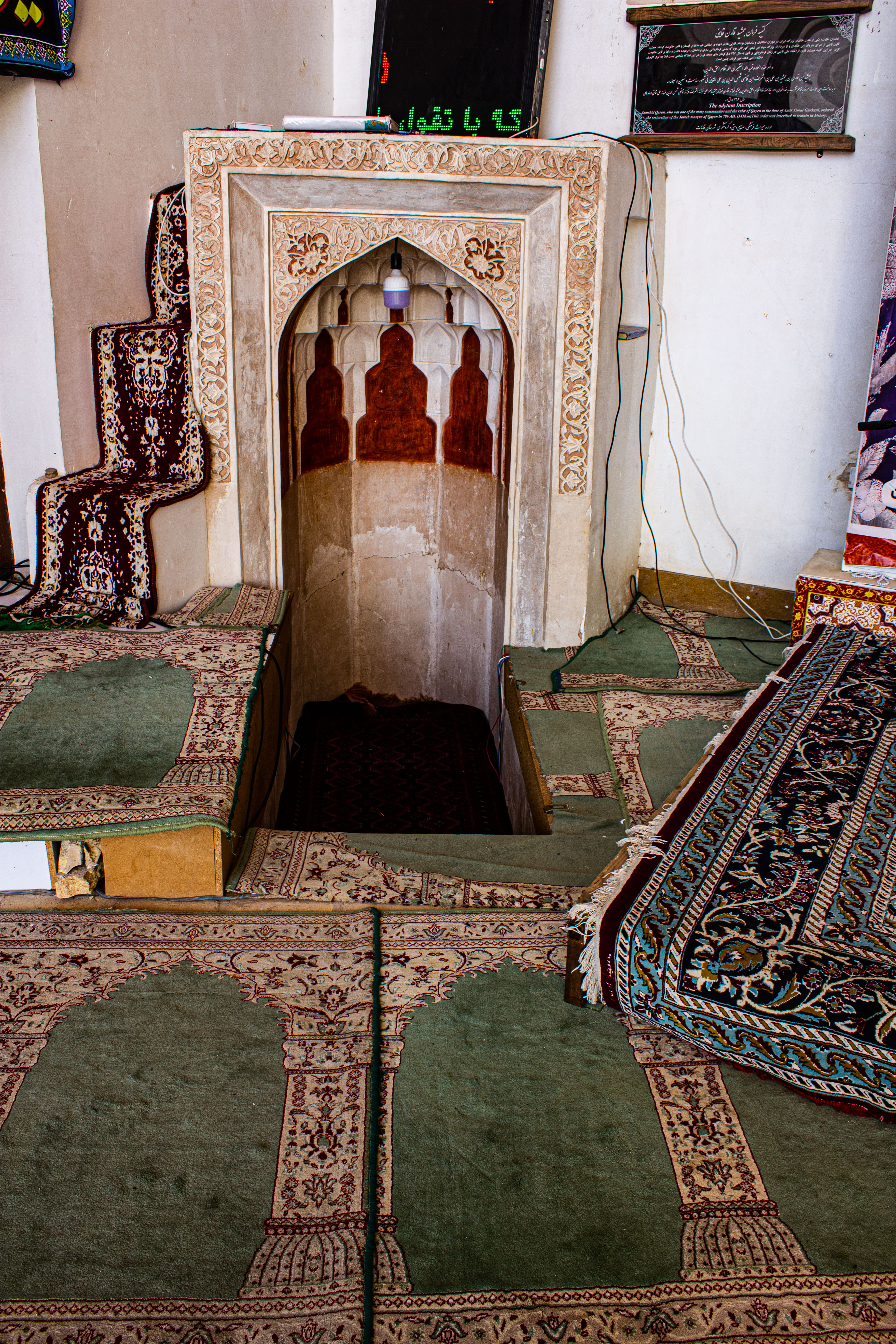
دو قبله ای بودن این مسجد نیز از قدمت و شگفتی آن نشان دارد. قبله ای رو به بیت المقدس وقبله ای رو به کعبه

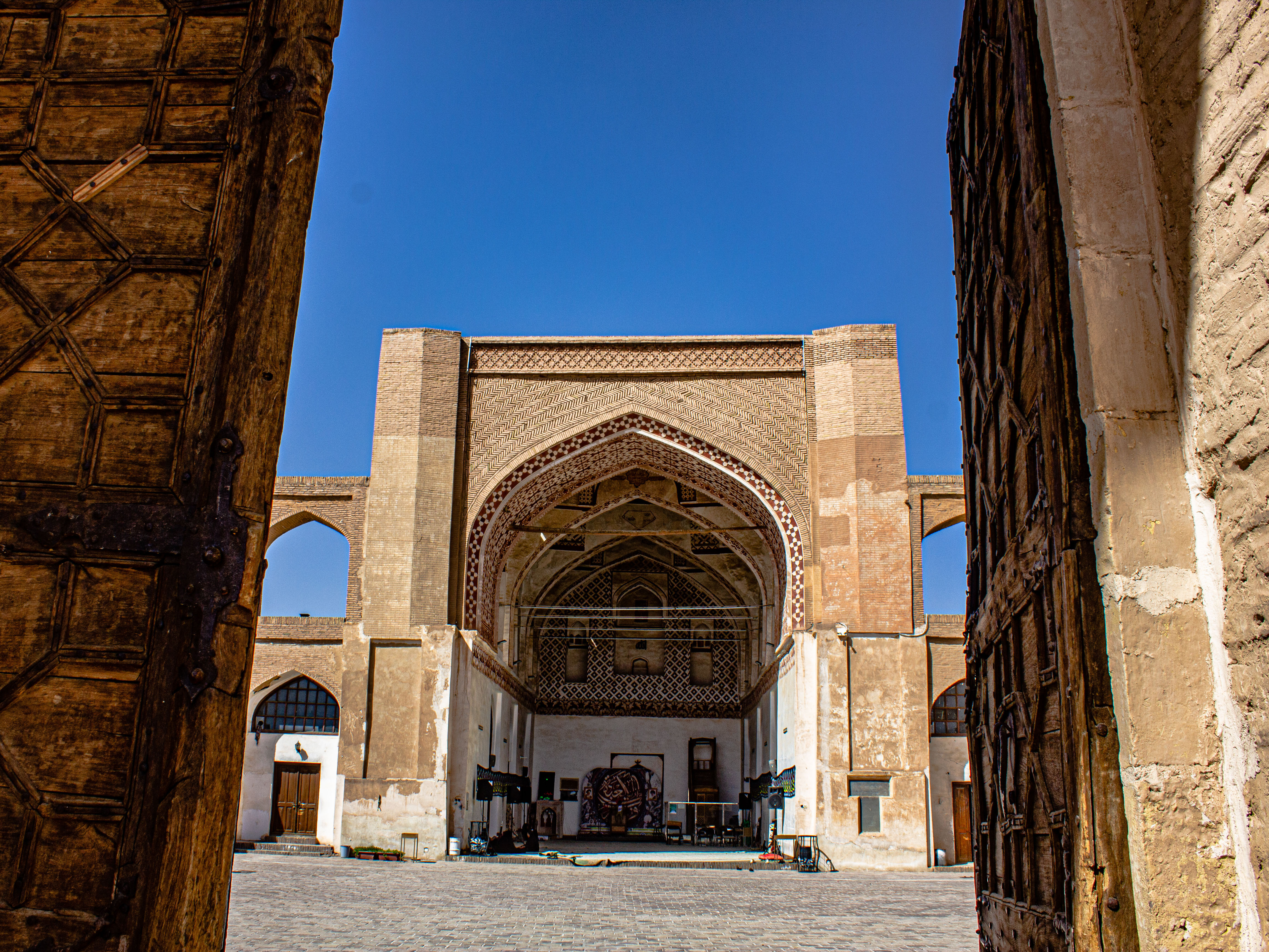
وروددی
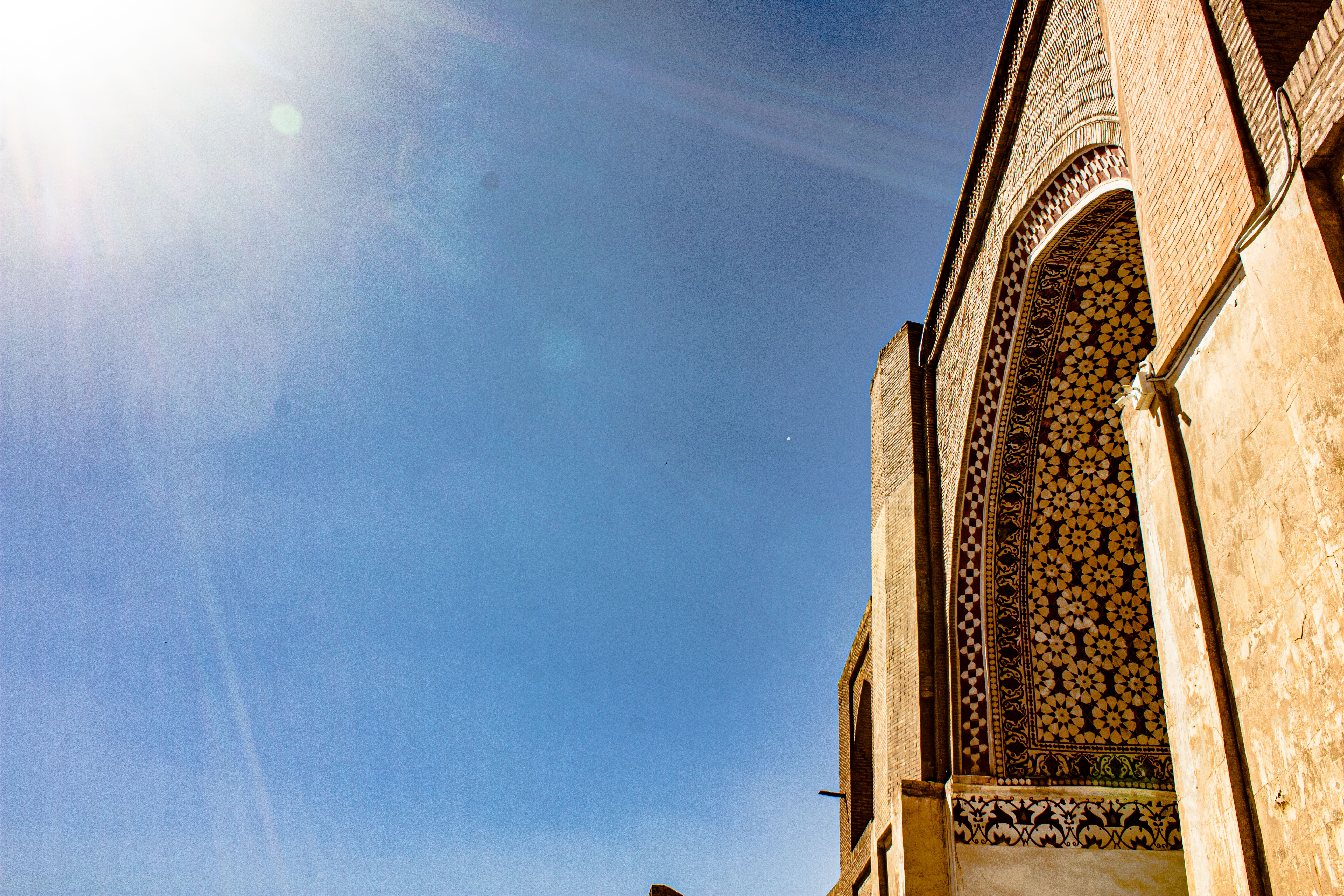
ورودی درب اصلی
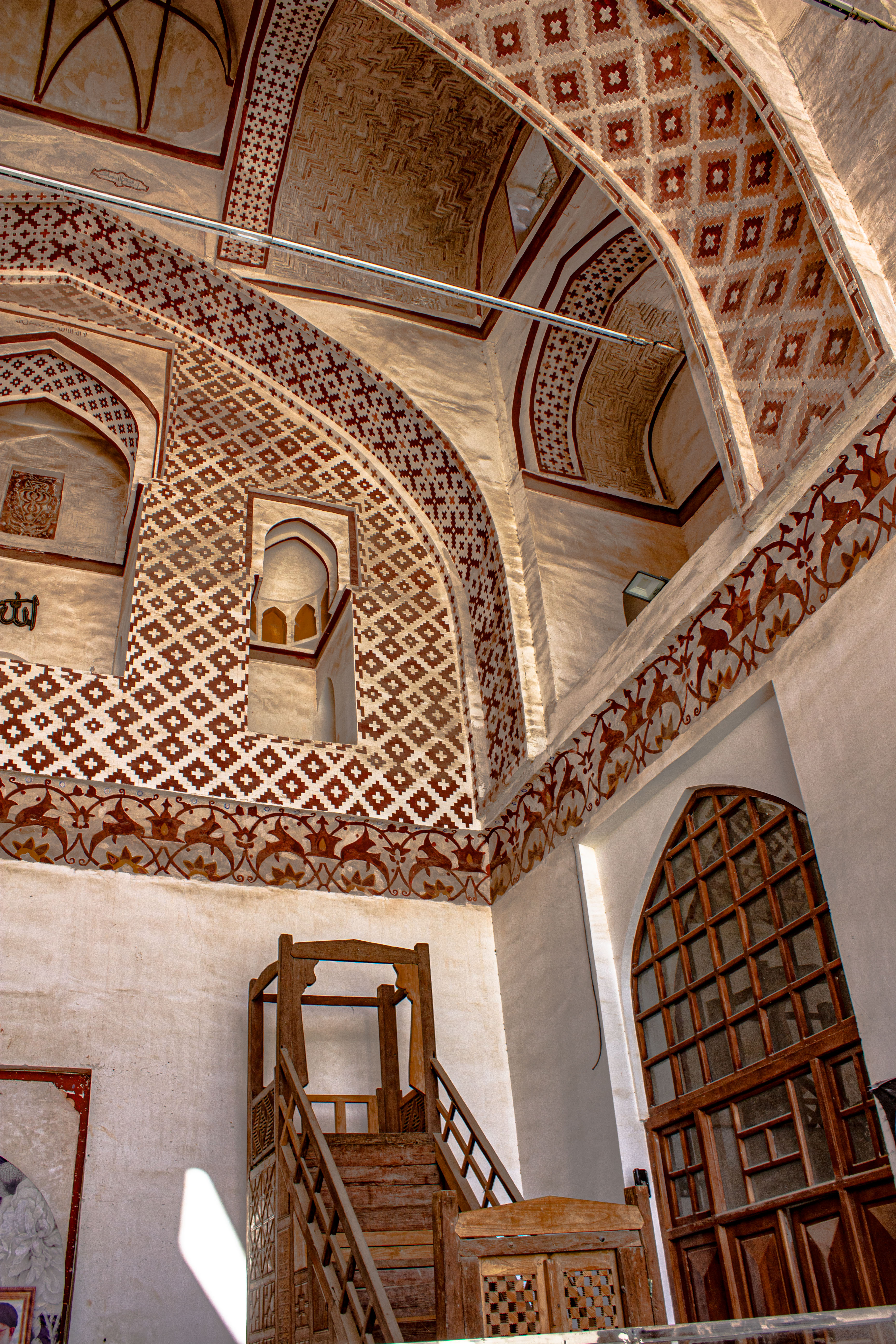
معماری مسجد و استفاده از رنگ های قهوه ای مربوط به دوره خاصی از معماری اسلامی
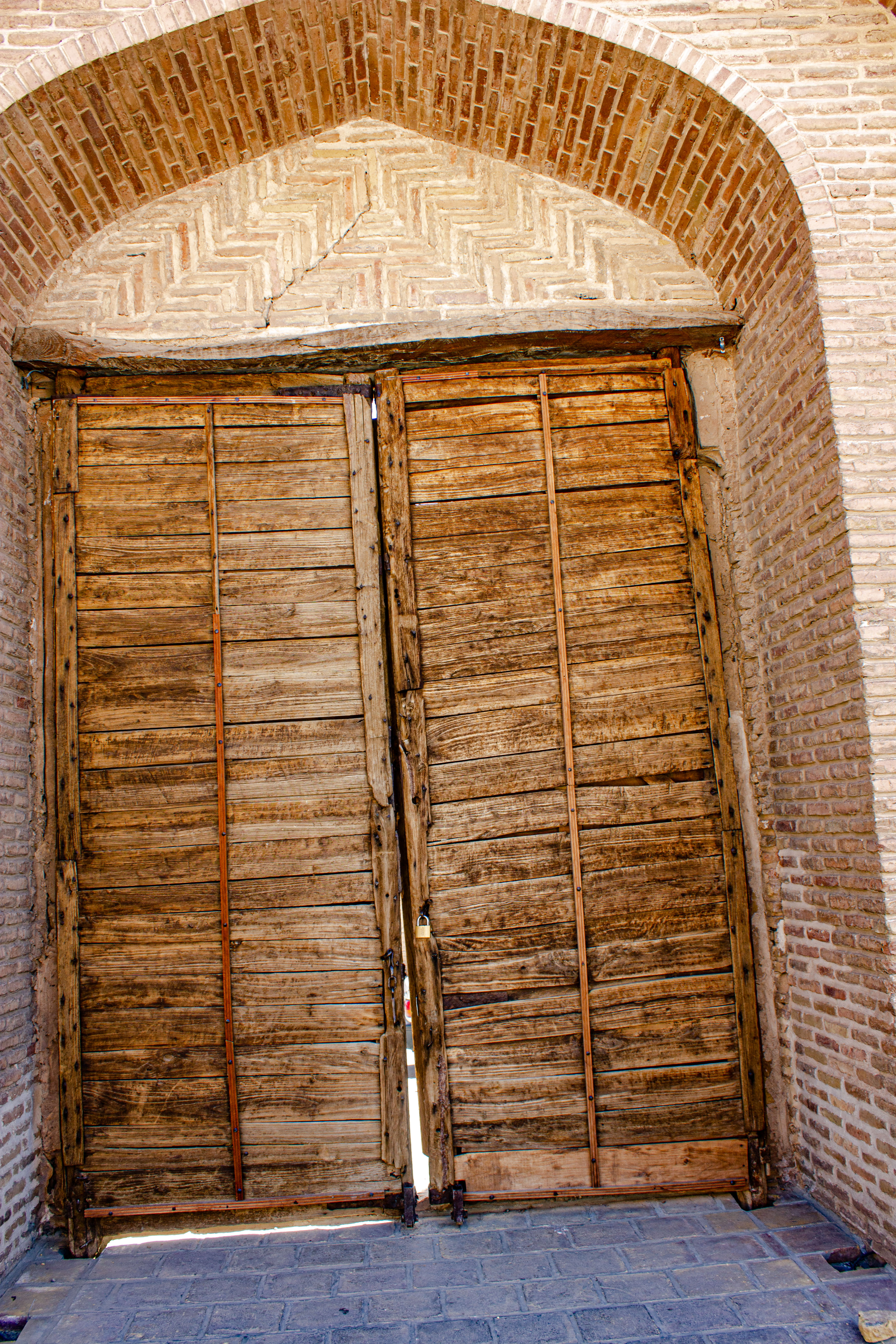
درب جنوبی و تاریخی مسجد جامع که مستقیم به صحن می رسد
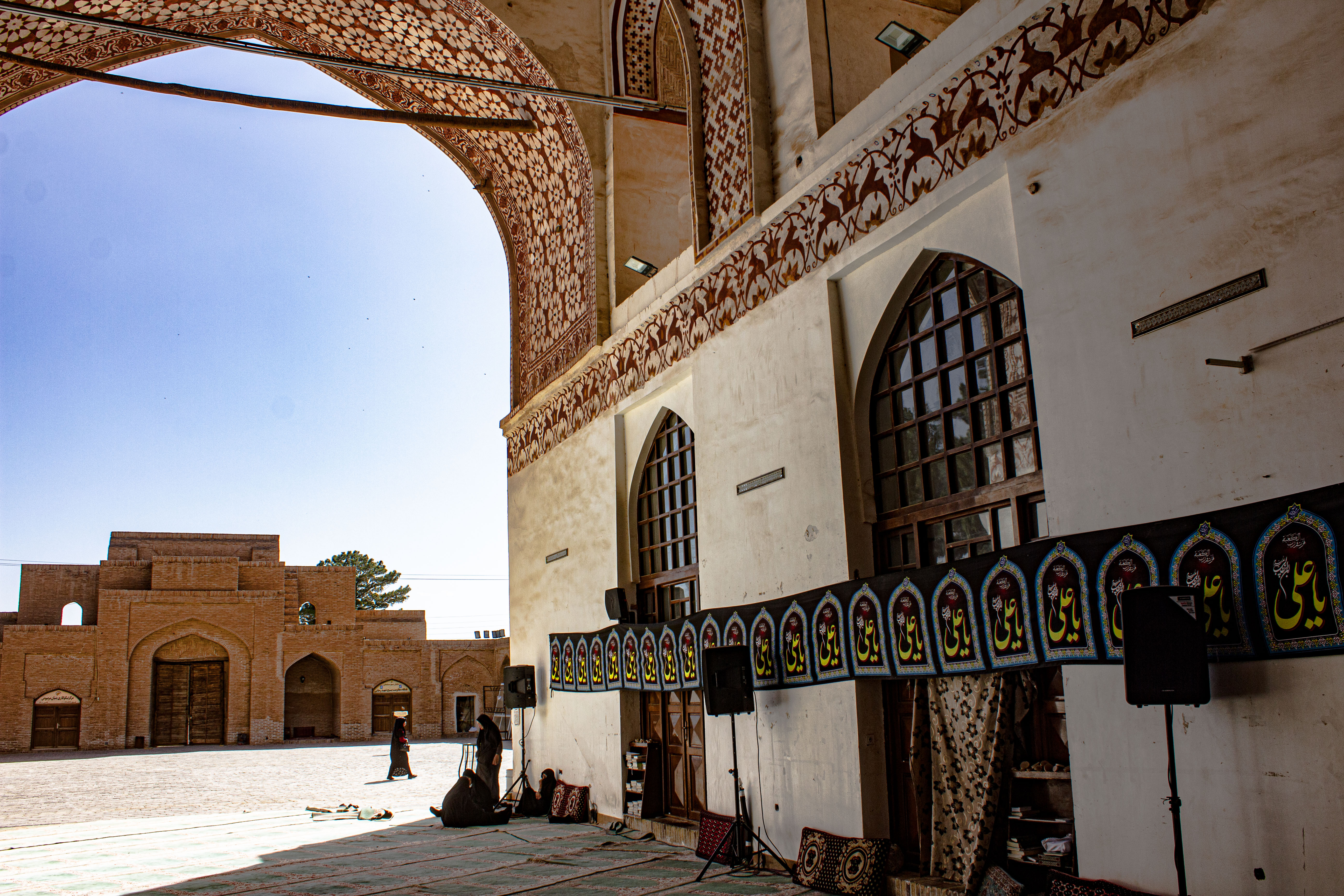
فضای داخل مسجد جامع قاین
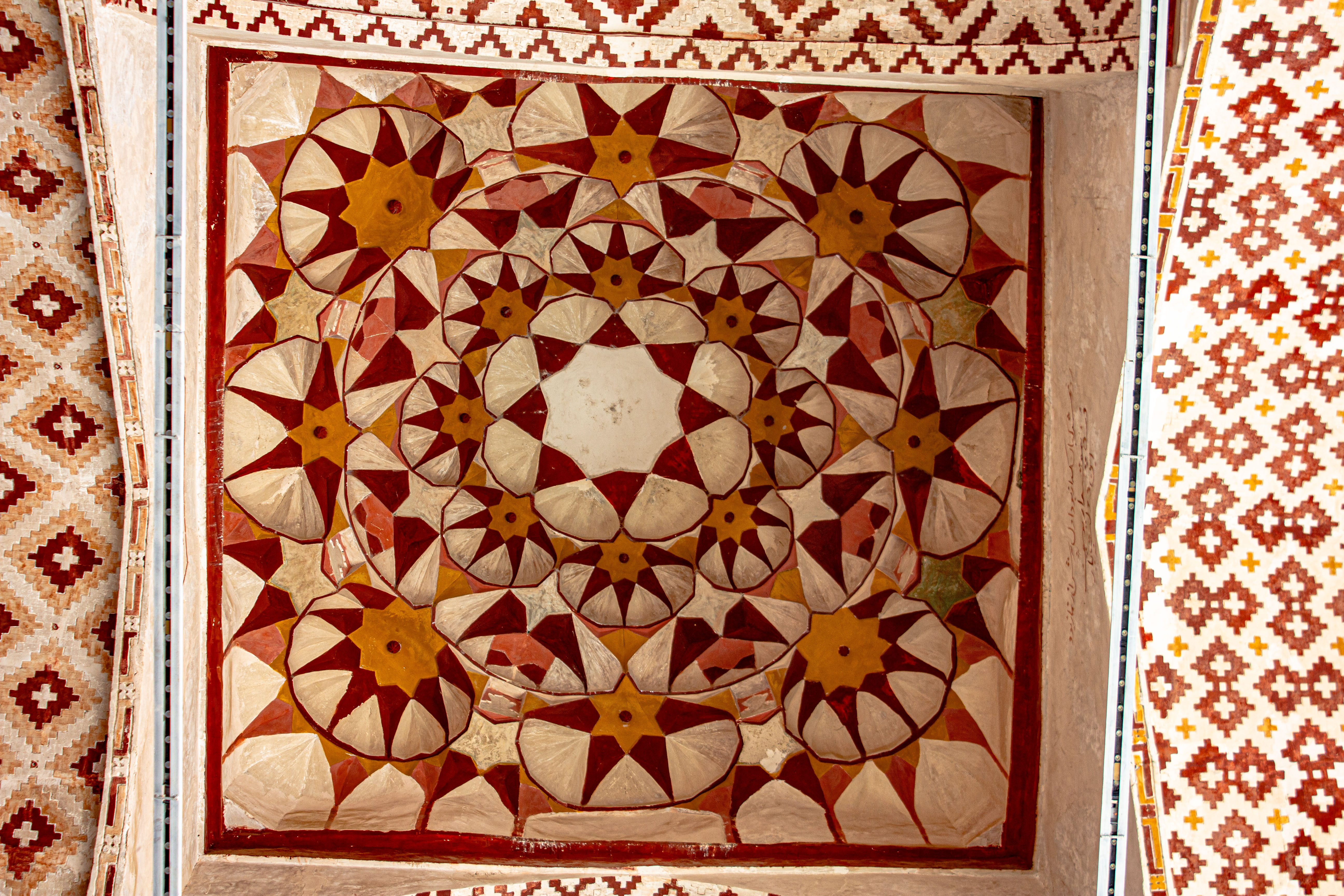
معماری مسجد جامع قاین
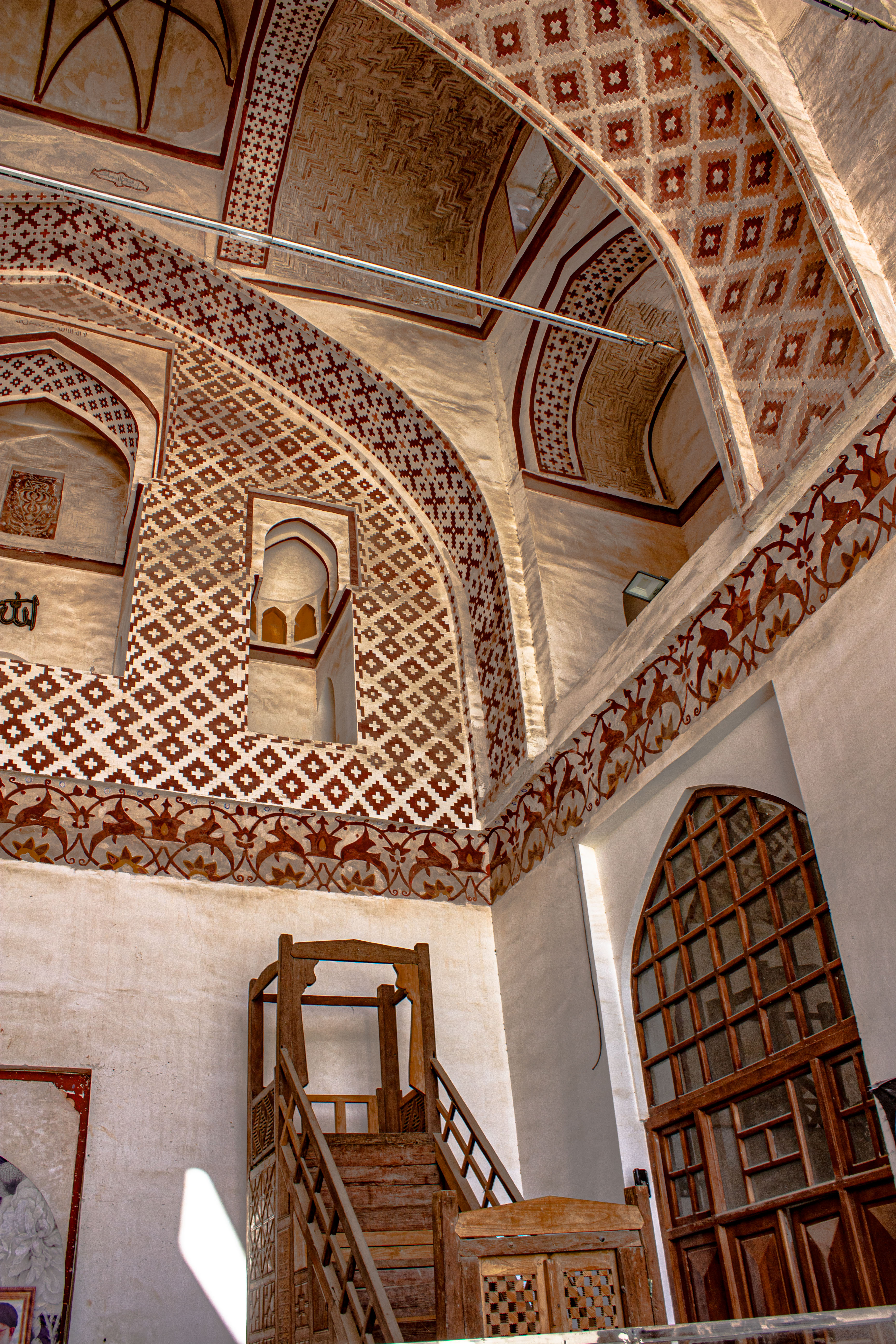
منبر مسجد جامع قاین نیز از آثار تاریخی اسلامی است.